# Nazionale femminile di calcio della Papua Nuova Guinea
La nazionale di calcio femminile della Papua Nuova Guinea è la rappresentativa calcistica femminile internazionale della Papua Nuova Guinea, gestita dalla locale federazione calcistica (PNGFA).
In base alla classifica emessa dalla FIFA il 15 marzo 2024, la nazionale femminile occupa il 56º posto del FIFA/Coca-Cola Women's World Ranking.
Come membro della Oceania Football Confederation (OFC) può partecipare a vari tornei di calcio internazionali, quali il campionato mondiale FIFA, la Coppa delle nazioni oceaniane, i Giochi olimpici estivi, i Giochi del Pacifico e i tornei a invito. Nel 2022 ha vinto per la prima volta la Coppa delle nazioni oceaniane.

## Storia

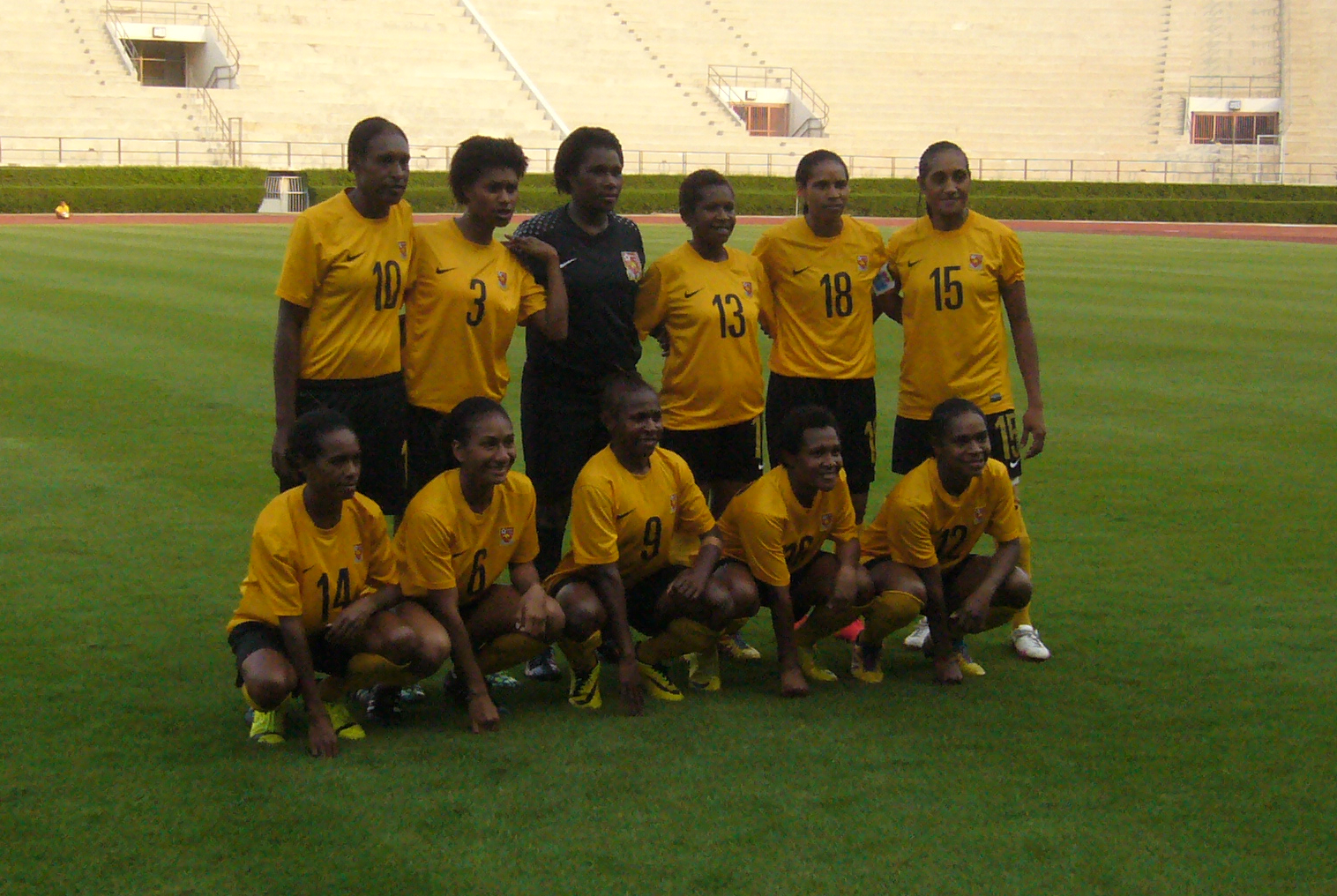
Formazione della Papua Nuova Guinea nel marzo 2015.

La nazionale papuana disputò le sue prime partite in occasione della terza edizione della Coppa delle nazioni oceaniane nel 1989; fece il suo esordio contro la squadra B dell'Australia e perse tutte e quattro le gare del torneo, concludendo all'ultimo posto. Nelle due edizioni successive concluse al terzo e ultimo posto, perdendo tutte le partite contro Australia e Nuova Zelanda. Ottenne lo stesso piazzamento anche nelle edizioni 1998 e 2003, vincendo la finale per il terzo posto nel 1998 battendo le Figi e classificandosi al terzo posto nel girone unico nel 2003.
Col passaggio dell'Australia alla federazione asiatica, la nazionale papuana divenne la seconda miglior squadra dietro alla Nuova Zelanda nei campionati oceaniani. Concluse, infatti, al secondo posto tre edizioni consecutive della Coppa delle nazioni oceaniane. Nel 2007 e nel 2014 arrivò seconda nel girone unico, mentre nel 2010 perse 11-0 la finale contro le neozelandesi. Nell'edizione 2018, dopo aver superato al primo posto il proprio raggruppamento, perse 5-1 la semifinale contro le Figi, per poi vincere 7-1 la finale per il terzo posto contro la Nuova Caledonia.
Nell'edizione 2022, alla quale non prese parte la Nuova Zelanda, dopo aver superato al primo posto il proprio raggruppamento, la nazionale papuana superò Tonga ai quarti di finale dopo i tiri di rigore, per poi battere Samoa nelle semifinali. Superando in finale per 2-1 le padrone di casa delle Figi, la Papua Nuova Guinea vinse per la prima volta la Coppa delle nazioni oceaniane, prima nazionale diversa da Australia e Nuova Zelanda a vincere la competizione da circa vent'anni. Grazie a questo successo, guadagnò l'accesso ai play-off intercontinentali per la qualificazione al campionato mondiale 2023, dai quali venne eliminata nella semifinale del proprio raggruppamento perdendo 2-0 contro Panama.

## Partecipazioni ai tornei internazionali
Legenda: Grassetto: Risultato migliore, Corsivo: Mancate partecipazioni

## Palmarès
- Coppa delle nazioni oceaniane femminile: 1

2022
- Giochi del Pacifico: 5

2003, 2007, 2011, 2015, 2019